# Венглинец
Венглинец (пол. Węgliniec, нем. Kohlfurt)  —  город  в Польше, входит в Нижнесилезское воеводство,  Згожелецкий повят.  Имеет статус городско-сельской гмины. Занимает площадь 8,71 км². Население 3121 человек (на 2004 год).